# Nadapuram
Nadapuram es una ciudad censal situada en el distrito de Kozhikode en el estado de Kerala (India). Su población es de 40230 habitantes (2011). Se encuentra a 53 km de Kozhikode.

## Demografía
Según el censo de 2011 la población de Nadapuram era de 40230 habitantes, de los cuales 18700 eran hombres y 21530 eran mujeres. Nadapuram tiene una tasa media de alfabetización del 92,64%, superior a la media estatal del 94%: la alfabetización masculina es del 96,34%, y la alfabetización femenina del 89,49%.